# Asfalt
 For alternative betydninger, se Asfalt (flertydig). (Se også artikler, som begynder med Asfalt)
Asfalt består af en nøje sammensat blanding af stenmaterialer bundet sammen af bindemidlet "Bitumen". Bitumen udvindes fra olie og er en klistret, sort og meget viskøs masse, der består af en blanding af forskellige højmolekylære kulbrinter. De tungeste af disse stoffer kaldes asfaltener, som udgør de strukturdannende molekyler omlejret af de viskøse olier og harpikslignende stoffer. Asfaltenerne er det stof der giver asfaltbelægningerne deres karakteristiske sorte farve. Med Tysklands betonveje i midten af det 20. århundrede i tankerne, kunne man fristes til at tro at asfalt var et forholdsvist nyt fund. Det er dog ikke tilfældet. Asfalt har været i brugt til forskellige formål så tidligt som 3800 år f.kr.
Termerne asfalt og bitumen varierer fra land til land. I Danmark bruges ordet asfalt om asfaltbelægningen (blandingen af stenmaterialer og bitumen), mens der f.eks. i USA anvendes termen "Asphalt" som betegnelse for bitumen og "Asphalt concrete" for blandingen af stenmaterialer og bitumen (asfaltbelægningen). Det skal også nævnes at ved vejarbejder ses også skiltning med betegnelsen "Flydende asfalt". Dette anvendes i forbindelse med udførelsen af særlige tynde belægningstyper eller ved klæbning forud for asfaltudlægningen. Flydende asfalt består af bitumen, som er gjort bearbejdelig f.eks. ved emulgering eller ved indblanding af specialolier.

## Etymologi
Ordet Asfalt stammer fra det franske asphalte, som er baseret på det latinske asphalton/asphaltum, som igen kommer fra det græske ásphaltos/ásphalton, hvilket betyder stenolie, jordbeg.
Tidligere brugte vi ordet asfaltum, men det er nu forældet.

## Baggrundsviden
Asfalt bliver ofte forbundet eller forvekslet med tjære. Tidligere anvendtes tjære som bindingsmateriale i vejbelægningen før man gik over til at bruge bitumen. Tjære er et produkt udvundet fra kul og er kemisk meget afvigende fra bitumen, som udvindes fra råolie. I den første halvdel af det 20. århundrede var tjære det mest udbredte bindingsmateriale til vejbelægning. Det var et oplagt materiale, da det var et restprodukt ved fremstilling af bygas. Man gik i midlertidigt over til at bruge naturgas frem for bygas omkring 1970. De første veje brolagt med tjære finder man i Baghdad allerede i 800 tallet. Overgangen til anvendelsen af bitumen i stedet for tjære udgjorde et betydeligt kvalitetsløft, da bitumen er et langt bedre bindemiddel såvel hvad angår funktionsegenskaberne af den færdige asfaltbelægning som miljømæssige aspekter.

### Naturlige forekomster af asfalt
Asfalt forekommer naturligt på jordens overflade på visse steder på jorden. Det naturligt asfalt opstår steder hvor en oliekilde ligger åben ved jordens overflade. Asfalt bliver her skabt ved at de lettere stoffer i råolie med tiden fordamper og det der ligger tilbage er asfalt. Det er netop på grund af den naturlige forekomst af asfalt at det har været brugt til forskellige formål i så mange år før man begyndte at benytte det til brolægning. Blandt de største naturlige forekomster af asfalt kan nævnes søasfalter (hovedsageligt fra 'the Pitch Lake' i Trinidad og Tobago og 'Lake Bermudez' i Venezuela), Gilsonite, asfaltsten (kalksten gennemtrængt af Asfalt) og tjæresand.
Pitch Lake (spansk: La Brea) er verdens største asfaltsø. Den dækker et areal på 41 hektar og har en gennemsnitsdybde på 75-100 meter. Søen blev for første gang opdaget af Sir Walter Raleigh i 1595. Han fandt hurtigt ud af at bruge asfalten til at tætne sin flåde. I dag har firmaet 'Lake Asphalt of Trinidad and Tobago' rettighederne til af udvinde asfalt fra søen og der kommer årligt 20.000 turister og ser søen. Eksporteret asfalt fra søen har været brugt til at brolægge visse dele af New Yorks gader.
I asfaltbelægninger anvendes naturasfalt ind imellem som et additiv. Hovedparten af asfaltmaterialets bindemiddel udgøres af bitumen. Bitumen udvindes fra råolie og kan adskilles fra de andre dele af råolie gennem en proces der kaldes fraktioneret destillation under vakuum. I nogle tilfælde kan andre raffineringsmetoder anvendes som f.eks. ved efterfølgende behandling i en deasphalting enhed, som bruger enten propan eller butan i en superkritisk tilstand til at opløse de lette molekyler, som så bliver fraskilt. Yderligere behandling kan foretages ved at gennemblæse produktet med oxygen, hvilket gør produktet til en hård og tyktflydende masse.
Opbevaring og transport af bitumen foregår som regel ved omkring 150 grader celsius, for at opretholde den flydende tilstand.

## Brug af asfalt

### Oldtiden
I det gamle Mellemøsten blev naturligt forekommende asfalt brugt som mørtel når man benyttede mursten og kampesten til konstruktion. Desuden blev det brugt til kalfatring af skibe og til udsmykning af kunst. Det persiske ord for asfalt er moom, hvilket er relateret til det engelske ord 'mummy' og det danske ord mumie. Asfalt blev også i nogle tilfælde brugt af de gamle egyptere til balsamering af deres velkendte mumier. I Fjernøsten fandt man tidligt ud af at forarbejde asfalten. Man kogte langsommeligt asfalten og fjernede derved de lettere stoffer og endte med at have en høj koncentration af højmolekylære kulbrinter. Det vidste man naturligvis intet om på den tid, men man kunne konstatere at man fik en tung masse, der var ideal til at skabe hårde vandtætte overflader. Denne teknik benyttede man til vandtætning af diverse redskaber, hvoriblandt skeden (til sværd) kan nævnes som et af dem. Der er også set eksempler på guddommelige statuetter støbt i dette materiale, hovedsageligt i Japan men formentligt også i Kina.
I Nordamerika indikerer visse arkæologiske fund at asfalt nogle gange har været brugt som materiale til fremstilling af spydspidser.

### Tidligt brug af asfalt i Frankrig
Den ældste europæiske beretning om asfalt kan man datere til 1621. En Monsieur d'Eyrinys bekendtgøre at han har opdaget eksistensen af hvad man dengang kaldte asfaltum i støre mængder i nærheden af 'Neufchatel'. Han erklærer at han har i sinde at
bruge asfaltummet til en række formål: Fremstilling af lufttætte kornmagasiner og forbedringer af Parises vandkanaler for at forhindre det skidt og snavs, der på den tid gjorde vandet ubrugeligt. Desuden pointerer han stoffets fortræffelighed som materiale til fremstilling af plane og holdbare terrasser. Det er dog ikke bekræftet at han har foreslået at belægge gaderne med materialet, som det skete med tjære i Baghdad i 800-tallet.
I Den Franske Revolution i 1830 opstod der på ny interesse for asfalt. Asfalt blev brugt til fortorve, flade tage og tætning af vandbeholdere og noget lignende skete i England. Brugen af asfalt kom pludseligt som et resultat på en række store fund af naturligt asfalt i Frankrig. Det første store projekt der blev foretaget med asfalt var da man i 1835 lagde 20000 m2 asfalt i 'La Concorde' paladset.

### Tidligt brug af asfalt i Storbritannien
Den tidligste brug af asfalt i Storbritannien var i modsætning til Frankrig til kemiske formål. 'William Salmon' udgav i 1673 in bog indeholdende en opskrift på en form for opløsningsmiddel (sammenligneligt med neglelakfjerner) hvor asfalt indgik som en ingrediens. Senere udgav han en opfølgende udgave af bogen hvor han havde inkluderet andre opskrifter med asfalt.
Efter at have set udviklingen i Frankrig, blev der i årene 1834-1838 taget en række patenter på forskellige asfaltsprodukter og produktionen begyndte at blomstre. Briterne fandt mange måder at anvende asfalt på. Fx gulvbelægning, fugtsikring i huse og vandtætning i forskellige vandanlæg som pools og bade. Der var stor fremgang indenfor asfaltindustrien og der var en række forskellige asfaltmærker. Heriblandt var "Claridge's" den mest benyttede igennem 1840erne og 1850erne.
I 1914 gik Claridge's konkurs som et resultat af en investering der gik i vasken på grund af den økonomiske nedtur i forbindelse med første verdenskrig.

### Tidligt brug af asfalt i Amerikas Forenede Stater
Den første brug af asfalt i USA blev foretaget af de indfødte. Der er beviser for brug af asfalt i det 13. århundrede. Medlemmer af Tongva, Luiseño og Chumash stammerne indsamlede naturligt asfalt der var til stede på overfladen af højtliggende petroleumsdepoter. Alle tre stammer brugte asfalten som et klistermiddel (lim). Man har fundet det på mange forskellige redskaber og ceremonielle objekter. Det blev desuden brugt på kurve for at gøre dem vandtætte så de kunne bruges til at hente vand i og til at tætne større kanoer.
Asfalt blev taget i brug til brolægning af veje i 1870, og erstattede herefter løbende de eksisterende brolægningsmetoder.

### Asfaltbeton
Langt størstedelen af den asfalt der bruges i dag går til fremstilling af asfaltbeton. Procentdelen der går til asfaltbeton er i USA 85%. Asfaltbeton består for det meste af omkring 5% asfalt og 95% sand og grus. På grund af dets yderst viskose tilstand er det nødvendigt at opvarme bindemidlet (bitumen) før den blandes med fyldstoffet. Denne proces foregår på en hertil indrettet asfaltfabrik. Der er omkring 4.000 af disse fabrikker i USA. I Danmark produceres 3.6 millioner ton asfalt om året fra en række fabrikker, som i gennemsnit udleder 24 kilo CO2 pr. ton asfalt, mest når opvarmningen sker med naturgas.
Asfalt er et af de mest genbrugte materialer på verdensplan, både i mængde og i procentdel. I USA genbruges cirka 80% af den asfalt der fjernes fra vejoverflader i forbindelse med renovering og reparation af veje.
Tagpap (også kendt under navnet Shingle) udgør størstedelen af de resterende 15%s forbrug af asfalt. Det er meget brugt i Danmark, og findes  på næsten alle større lagerbygninger eller indkøbscentre. Det er den mest udbredte tagbelægning, hvilket skyldes dets relativt lave pris og at det er rimelig simpelt at påføre.

### Støbeasfalt
Støbeasfalt er et asfaltsprodukt der indeholder omkring dobbelt så meget asfalt som asfaltbeton. Fyldstofferne i produktet er bl.a. grus, sten og kalk. Sammensætningen kan varieres og tilpasses alt efter formål. Produktet er vandtæt og termoplastisk (bøjeligt under opvarmning). Det har en udlægningstemperatur på 200-250 grader celsius og kræver ingen tromling – det er klar til brug efter afkøling. Det bruges til vandtætning af flade tag og tanke under jorden, ved påføring af et lag på omkring 20 mm.

### BituAsfalt
Bituasfalt er asfaltmaterialer som adskiller sig fra allerede eksisterende asfaltmaterialer ved at udnytte bitumen fra tagpapproduktionen. Det er nyskabende, da produktionen således baseres på en cirkulær økonomi, hvor ressourcer, som ellers ville være endt som affald, nu indgår som del i en ny produktion (upcycling).Ved at benytte tagpap kan tilsætningen af jomfruelig bitumen i asfalt halveres og forbruget af jordens olieressourcer begrænses og være langt mere ressource effektiv ved at udlede mindre CO2 end traditionelle asfaltløsninger. Det geniale ved at asfaltfabrikkerne anvender denne produktionsform er at der helt nøjagtigt reduceres 60 kg CO2 pr. ton asfalt der produceres. En CO2-besparelse i den størrelsesorden er godt for miljøet og for klimaet og man kan med andre ord kalde disse asfalttyper for klimaasfalt.

### Alternativer
På grund af den globale opvarmning og svindende oliereserver verden over er folk begyndt at tænke i nye baner med hensyn til asfaltsproduktion. Bioasfalt er en type af asfalt, der er lavet af andre stoffer end råolie, altså fornybare resurser. Af fornybare resurser kan nævnes sukker, sirup, ris, korn, kartofler, naturgummi, vegetabilsk olie og meget mere.
Asfalt fremstillet af fornybare resurser kan farves, hvilket kan vise sig at være en stor fordel. Der er et udtryk der hedder 'Urban heat islands', hvilket er et fænomen hvor temperaturen er betydeligt højere (1 til 6 grader celsius) i byområder end i de omkringliggende områder. Dette skyldes asfaltens sorte farve der på grund af dens manglende evne til at reflektere lys bliver meget varmt. Det kan undgås hvis man i fremtiden har mulighed for at vælge en anden farve til asfalten.
I 2004 tog 'Colas SA' i Frankrig patent på asfalt fremstillet af vegetabilsk olie.
Det er begrænset hvor meget bioasfalt er blevet brugt indtil videre. I 2007 blev to offentlige veje i Norge belagt med bioasfalt og i 2010 blev en cykelsti i Iowa belagt. Herudover er der en række private der har valgt at belægge deres private indkørsler med bioasfalt.
Se også: Global opvarmning